# Thermosphaeroma cavicauda
Thermosphaeroma cavicauda é uma espécie de crustáceo da família Sphaeromatidae.
É endémica do México.